# Канижа Госпићка
Канижа Госпићка је насељено мјесто у Лици. Припада граду Госпићу, у Личко-сењској жупанији, Република Хрватска.

## Географија
Канижа Госпићка је удаљена око 2,5 км западно од Госпића.

## Становништво
Према попису из 1991. године, насеље Канижа Госпићка је имало 581 становника. Према попису становништва из 2001. године, Канижа Госпићка је имала 438 становника. Према попису становништва из 2011. године, насеље Канижа Госпићка је имало 401 становника.
| Демографија | Демографија | Демографија |
| Година      | Становника  | Становника  |
| ----------- | ----------- | ----------- |
| 1961.       | 586         |             |
| 1971.       | 538         |             |
| 1981.       | 547         |             |
| 1991.       | 581         |             |
| 2001.       | 438         |             |
| 2011.       |             | 401         |

## Попис1991.
На попису становништва 1991. године, насељено место Канижа Госпићка је имало 581 становника, следећег националног састава:
| Попис 1991.‍  | Попис 1991.‍  | Попис 1991.‍ | Попис 1991.‍ | Попис 1991.‍ |
| ------------ | ------------ | ----------- | ----------- | ----------- |
|              |              |             |             |             |
| Хрвати       | Хрвати       |             | 545         | 93,80%      |
| Срби         | Срби         |             | 10          | 1,72%       |
| Југословени  | Југословени  |             | 6           | 1,03%       |
| Муслимани    | Муслимани    |             | 2           | 0,34%       |
| Македонци    | Македонци    |             | 1           | 0,17%       |
| Словенци     | Словенци     |             | 1           | 0,17%       |
| остали       | остали       |             | 1           | 0,17%       |
| неопредељени | неопредељени |             | 2           | 0,34%       |
| непознато    | непознато    |             | 13          | 2,23%       |
| укупно: 581  |              |             |             |             |